# Gryllus personatus
Gryllus personatus är en insektsart som beskrevs av Philip Reese Uhler 1864. Gryllus personatus ingår i släktet Gryllus och familjen syrsor. Inga underarter finns listade i Catalogue of Life.